# رالف مان
رالف مان (انگلیسی: Ralph Mann؛ زادهٔ ۱۶ ژوئن ۱۹۴۹) ورزشکار دو و میدانی اهل ایالات متحده آمریکا است.
وی در مسابقات کشوری و بین‌المللی در مجموع برندهٔ ۱ مدال طلا، ۱ مدال نقره شده‌است.